# 商丘站
商丘站位于中华人民共和国河南省商丘市梁园区站前路，始建于民国四年（1915年）。距离连云港东站369公里，距兰州站1390公里，距北京西站677公里，距常平站1638公里，是陇海铁路与京九铁路、徐兰客运专线东段郑徐客运专线、商杭客运专线的交会点。现由中国铁路郑州局集团直接管辖，为客货运一等站，2015年车站年发送旅客达到780万人次，日均发送2.1万人次。
商丘站目前拥有16条到发线，9个站台，为豫东地区的高铁枢纽。

## 历史
1912年比利时控制的汴徐铁路勘测时，归德府士绅以“破了风水，对后代不利”为由，坚决拒绝铁路选线设站靠近北门、北关一带，最后把车站选址向北方平移约7.5公里，在朱孙集土寨墙南2里外乱坟地选点定址建设车站，称为朱集车站。
1915年5月汴徐铁路全线建成。朱集车站建一座283平方米的法式票房，设旅客站台长400米，建一座机车库内铺设轨道两股可容机车四台。1916年1月，汴徐铁路正式运营，朱集车站从站长到站属各机构负责人全是法国人，共有员工22人，包括站务员向导、司轫夫（火车司机）、挂钩夫（调车连接员）、检票员、行李员、灯匠（信号员）等。1919年，懂法语的蓝辅臣成为朱集车站首任华人站长。车站下设车、工、机、电、警5个部门。1922年，朱集车站更名为归德车站。1928年1月，陇海铁路经营权收归中国交通部，归德车站更名为商丘县车站。1929年9月11日起，陇海铁路管理局的文件均由法文改为中文。
1933年9月1日，商丘县车站改名为商丘车站。
1948年11月20日，中原野战军在商丘车站设立淮海战役总兵站，不久改称中原军区运输司令部。1949年春，中原军区授予商丘车站锦旗题词：“商丘车站全体职工在淮海战役运输工作中起到火车头作用。”
商丘站在建设郑徐客运专线时进行了改造工程。商丘站升级改造后，建筑面积约为1.6万平方米，是原来的2.7倍，股道从9条增加到15条，是原来的1.6倍，新候车厅增加坐位2900个，全站共容纳4500人左右，是原来的3倍。全站年发送旅客预计达1010万人，可以满足不断增长的客流人数。北站房的配套工程也包括站西的凯旋路立交桥和站东的归德路立交桥。
商丘站徐兰场于2016年9月10日启用，惟因北站房部分工程仍未完成，二层落客平台暂时无法投入使用，乘坐高速动车组列车的乘客仍需从北站房一层进站同年9月25日，商丘站北站房二层落客平台投入使用。2016年11月10日，商丘站开通始发进京高速动车组列车。

## 车站结构

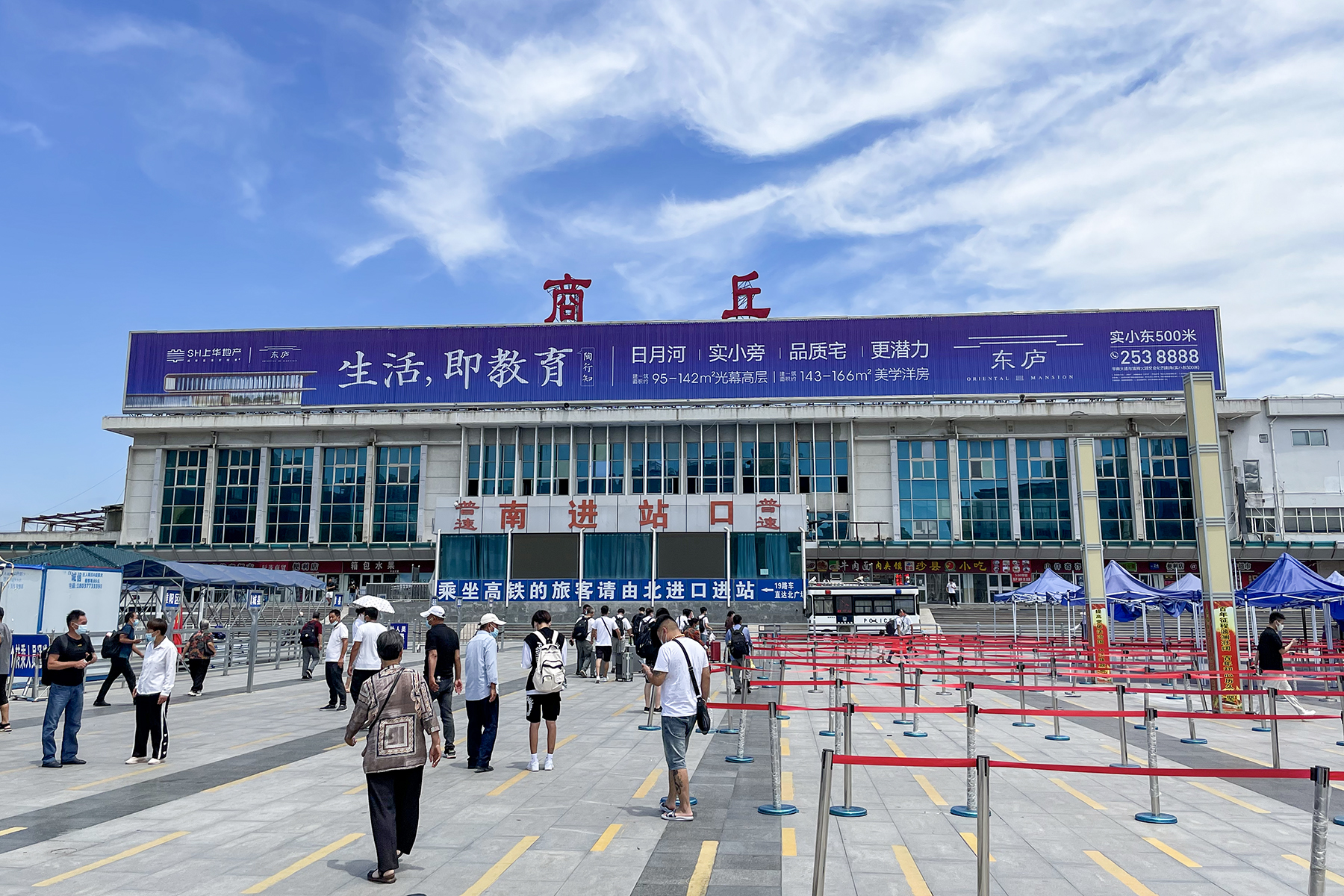
商丘站南站房

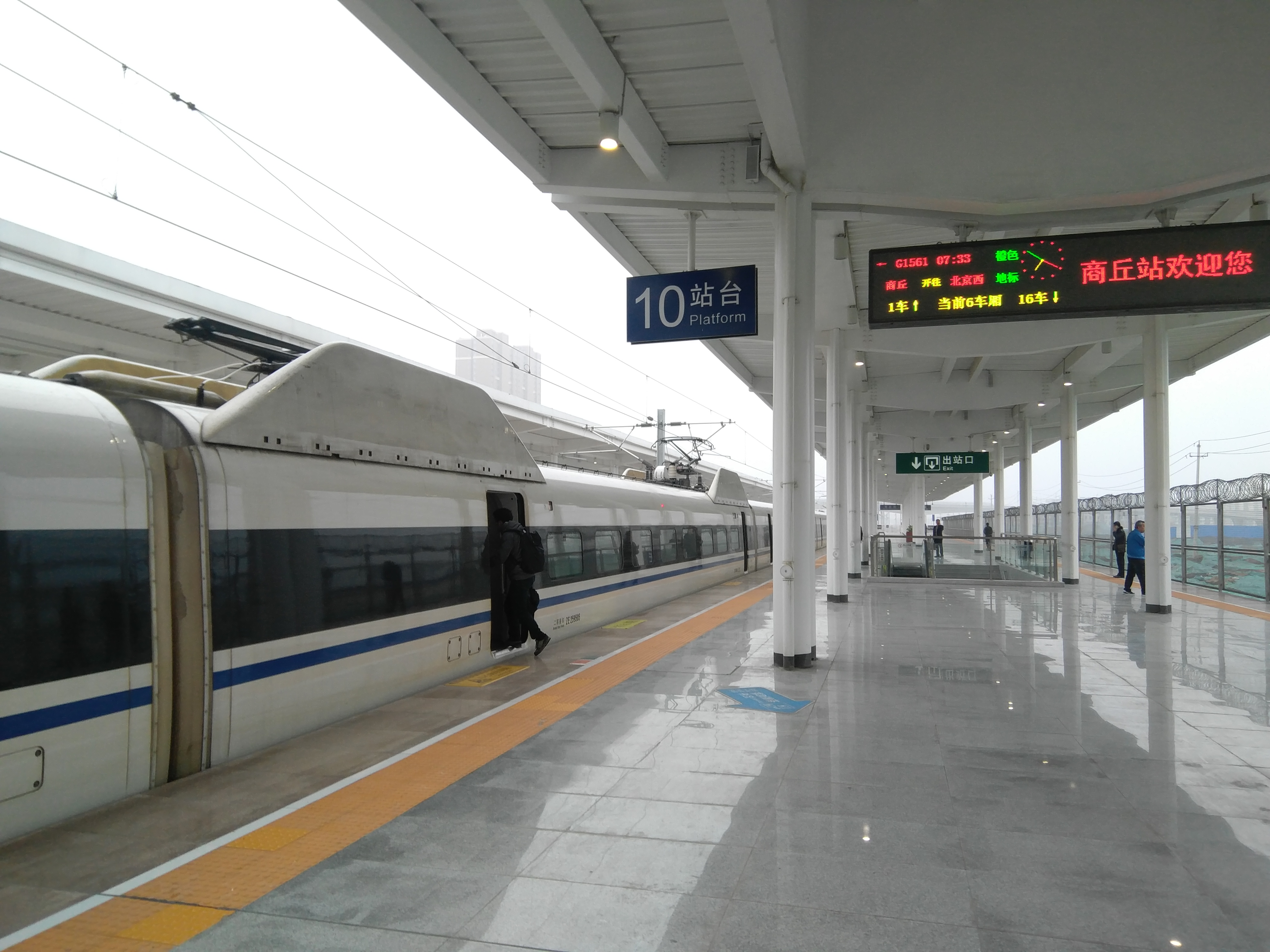
商丘站郑徐场站台

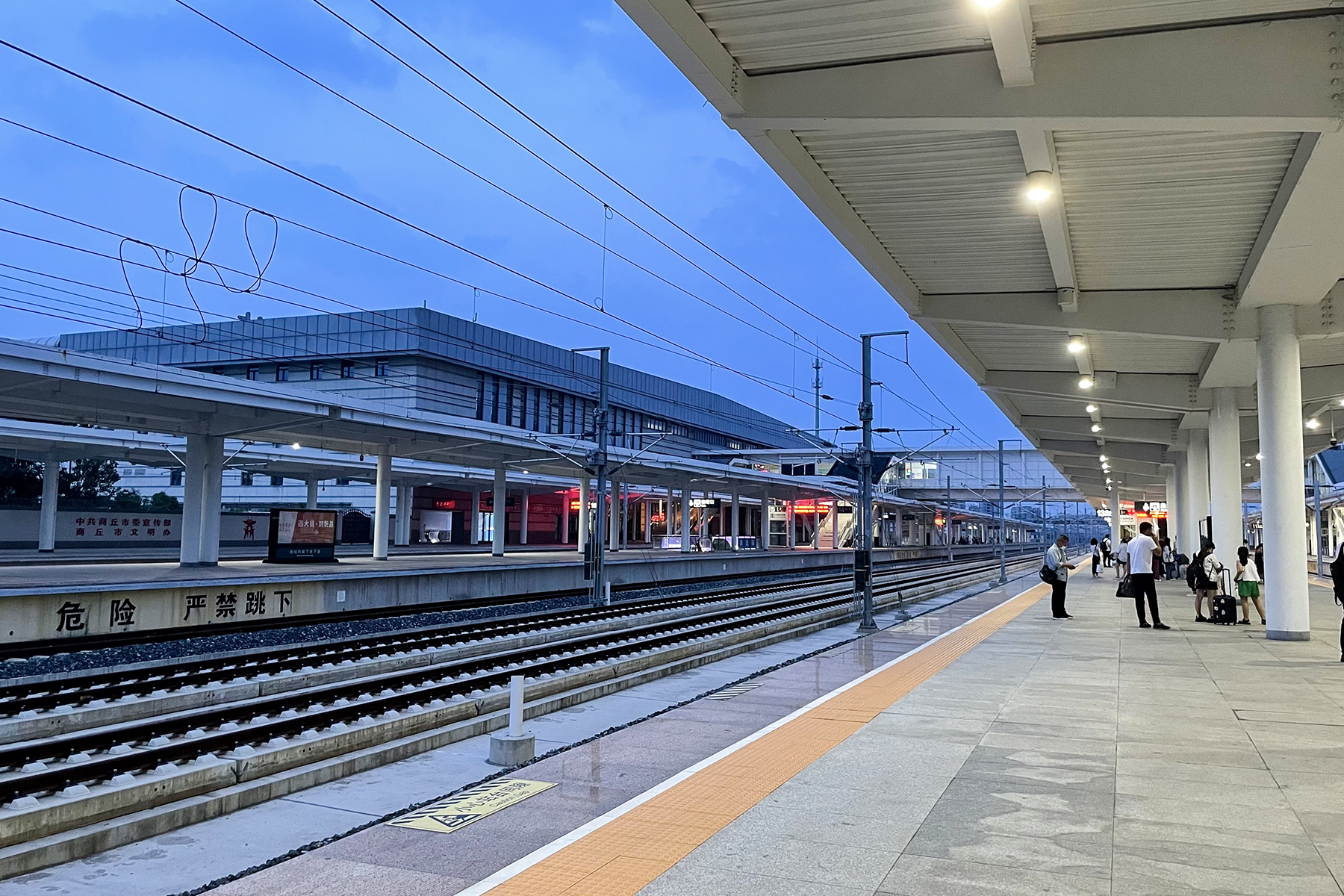
商丘站商杭场站台

### 站房
现有的商丘站南站房（普速场站房）于1984年10月建成启用，建筑面积5156平方米，可容纳1500人候车，并设有通往北站房的应急进站通道（2016年9月10日前为陇海既有线动车组列车候车室），但该通道已于2017年1月1日封闭。北站房（高速场站房）长151.2米，宽45.6米，高22.8米，楼层2层（局部4层），属于线侧平式站房，外观为“商”字变形体，建筑面积15995平方米，地上两层均设有人工售取票窗口和自动售票厅，各设1个候车厅。
商丘站的南北地下通道均可出站。商丘站高速场和普速场间的换乘可在站内进行，从高速场至普速场需凭票沿出站地道，经通道中部的单向旋转门至普速场地下，从1站台进入南站房（普速）候车厅候车，普速场前往高速场则需在下车后沿车站天桥向北，经天桥中部的单向旋转门进入北站房（高速）候车厅候车。
- 商丘站北站房高铁候车厅
- 商丘站通道，普速场和高速场中间被隔开
- 商丘站地下出站通道

### 站场
商丘站包括普速场、徐兰场和京港场三部分，其中陇海普速场设3台8线，徐兰场设3台7线，京港场设3台8线。徐兰场和京港场共用一座岛式站台。

## 旅客列车目的地

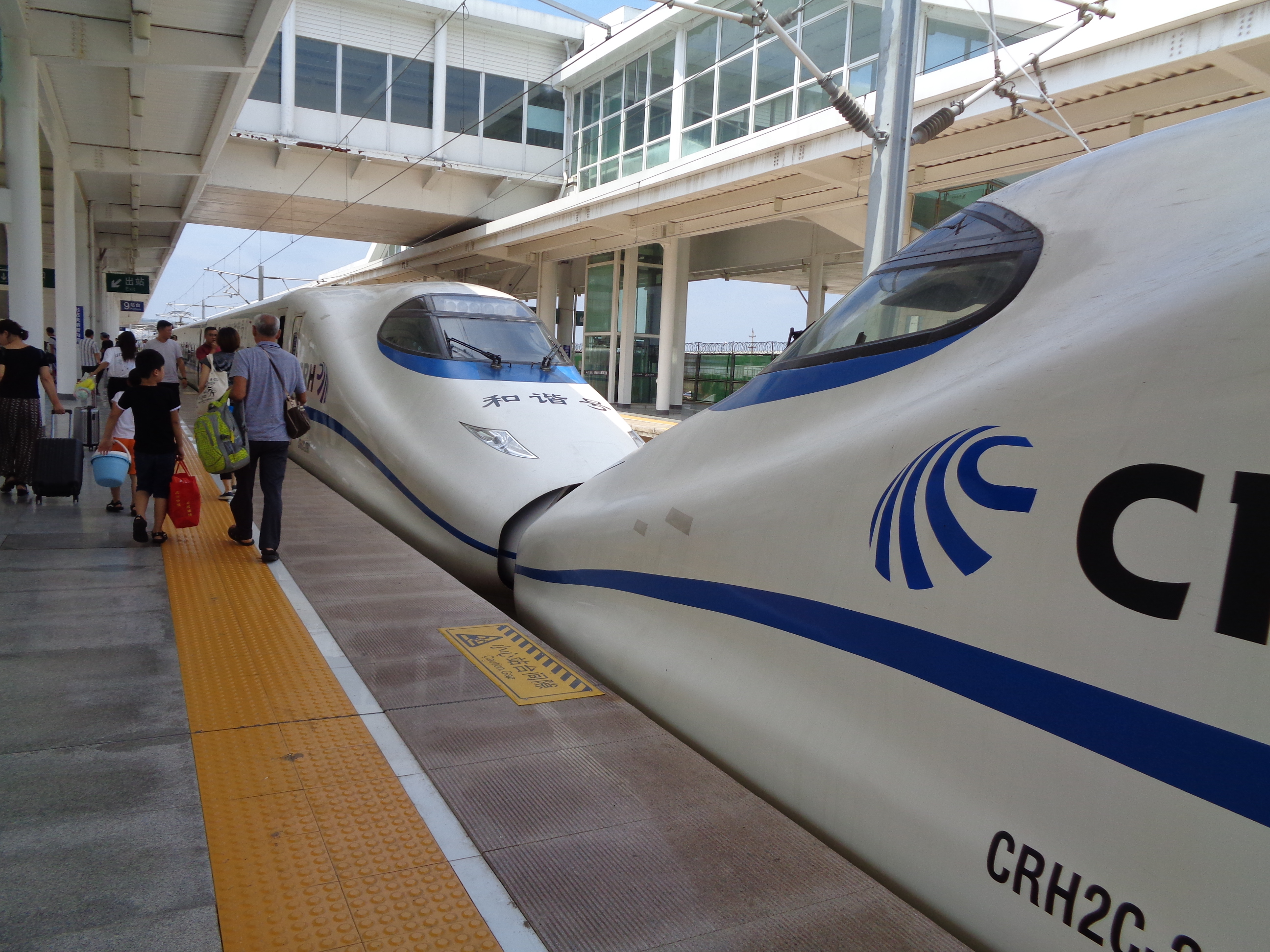
G1915次列车在停靠在商丘站站台

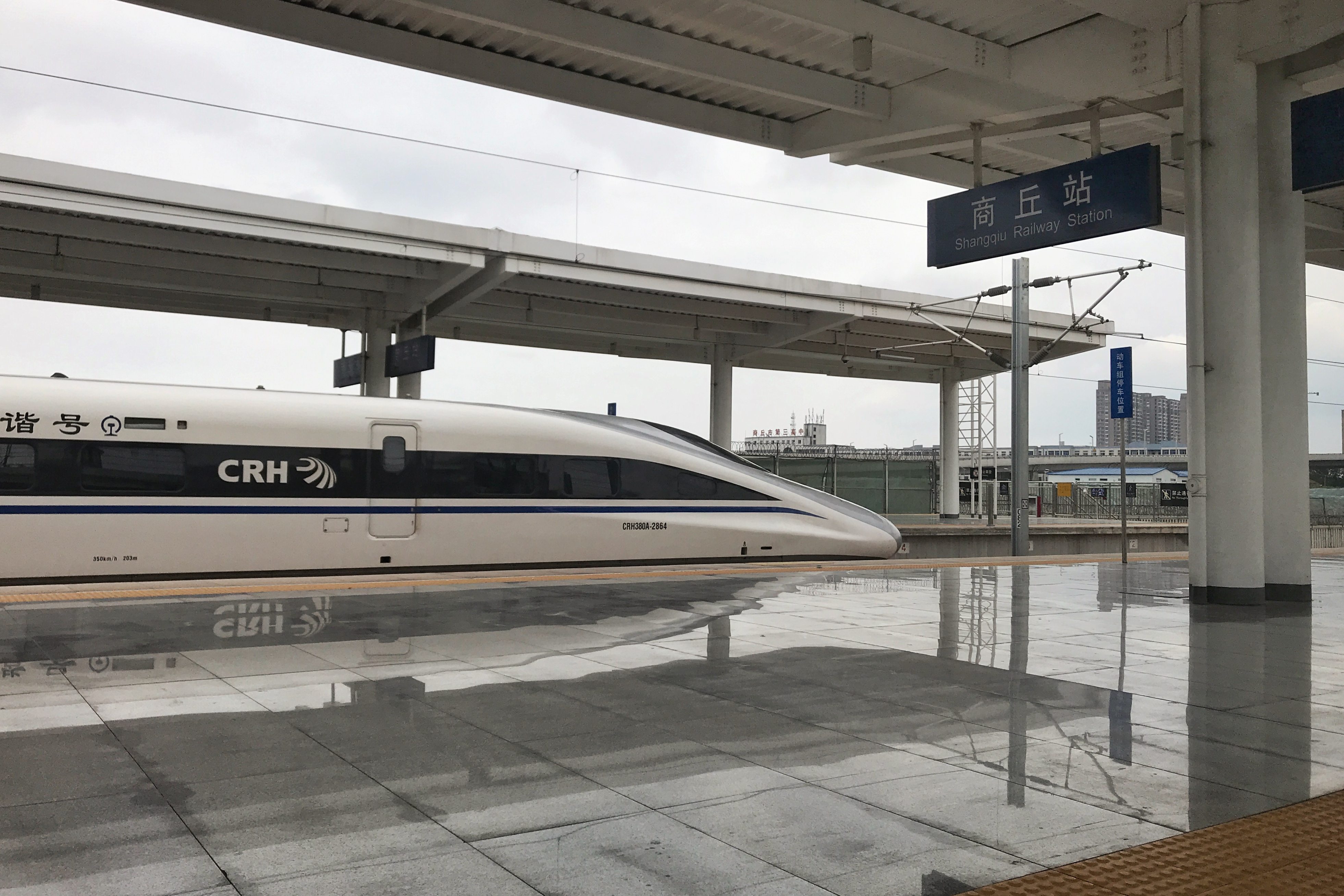
动车组列车

目前商丘站主要接发陇海线、徐兰高速线本线车及京九-陇海（商丘以西）跨线车，京九本线车则不进该站折角，而是停靠或通过商丘南站。截至2016年11月，本站开行有前往北京西、西安北、乌鲁木齐、银川的始发跨局列车。
| 列车所属路局           | 目的地（粗体表示包括商丘站始发至该站的列车，非粗体表示只有经停列车）                                                                   |
| ---------------------- | --- |
| 中国铁路郑州局集团     | 安阳、北京西、福州、杭州东、洛阳、啓東、宁波、青岛北、上海、上海虹橋、北京豐臺、温州、温州南、西安北、许昌东、烟台、银川、郑州、郑州东 |
| 中国铁路北京局集团     | 洛阳、上海、上海虹橋、石家庄、天津 |
| 中国铁路成都局集团     | 成都西、上海、崑山 |
| 中国铁路哈尔滨局集团   | 重庆北、海拉爾、哈尔滨西、襄阳、郑州                                                                                                   |
| 中国铁路济南局集团     | 长沙南、重庆北、重庆西、广州、烟台、贵阳北、济南、济南西、青岛北、深圳北、西寧、西安北、烟台、郑州东                                   |
| 中国铁路兰州局集团     | 兰州、上海、揚州、银川 |
| 中国铁路南昌局集团     | 北京南、福州、西安北 |
| 中国铁路南宁局集团     | 南宁东 |
| 青藏铁路公司           | 上海、西宁 |
| 中国铁路上海局集团     | 北京豐臺、杭州东、合肥南、金华南、连云港东、南京南、上海虹橋、太原南、西安北、郑州东                                                   |
| 中国铁路沈阳局集团     | 长春、沈阳北、西安 |
| 中国铁路太原局集团     | 连云港东、临汾、南通、苏州、太原、太原南                                                                                               |
| 中国铁路乌鲁木齐局集团 | 乌鲁木齐、南通、上海 |
| 中国铁路武汉局集团     | 济南西、武汉 |
| 中国铁路西安局集团     | 宝鸡、连云港东、青岛北、上海、上海虹橋、温州南、西安、溫州、西安北、徐州、徐州东、烟台、延安、义乌                                     |